# Berlin-Dahlem
Dahlem este o suburbie a așa-numitului sector Steglitz-Zehlendorf din Berlin, aflat în sudvestul orașului între Steglitz, Lichterfelde-West și Grunewald. Multe institute de cercetare s-au stabilit aici, între care și Freie Universität Berlin. De asemenea, aici se regasesc o serie de muzee fǎcând parte din complexul Staatlichen Museen zu Berlin recunoscut pe plan internațional și global ca având in posesie unele din cele mai importante colecții etnologice.